# Vallesvilles
Vallesvilles är en kommun i departementet Haute-Garonne i regionen Occitanien i södra Frankrike. Kommunen ligger i kantonen Lanta som tillhör arrondissementet Toulouse. År 2022 hade Vallesvilles 439 invånare.

## Befolkningsutveckling
Antalet invånare i kommunen Vallesvilles
Referens:INSEE

## Monument

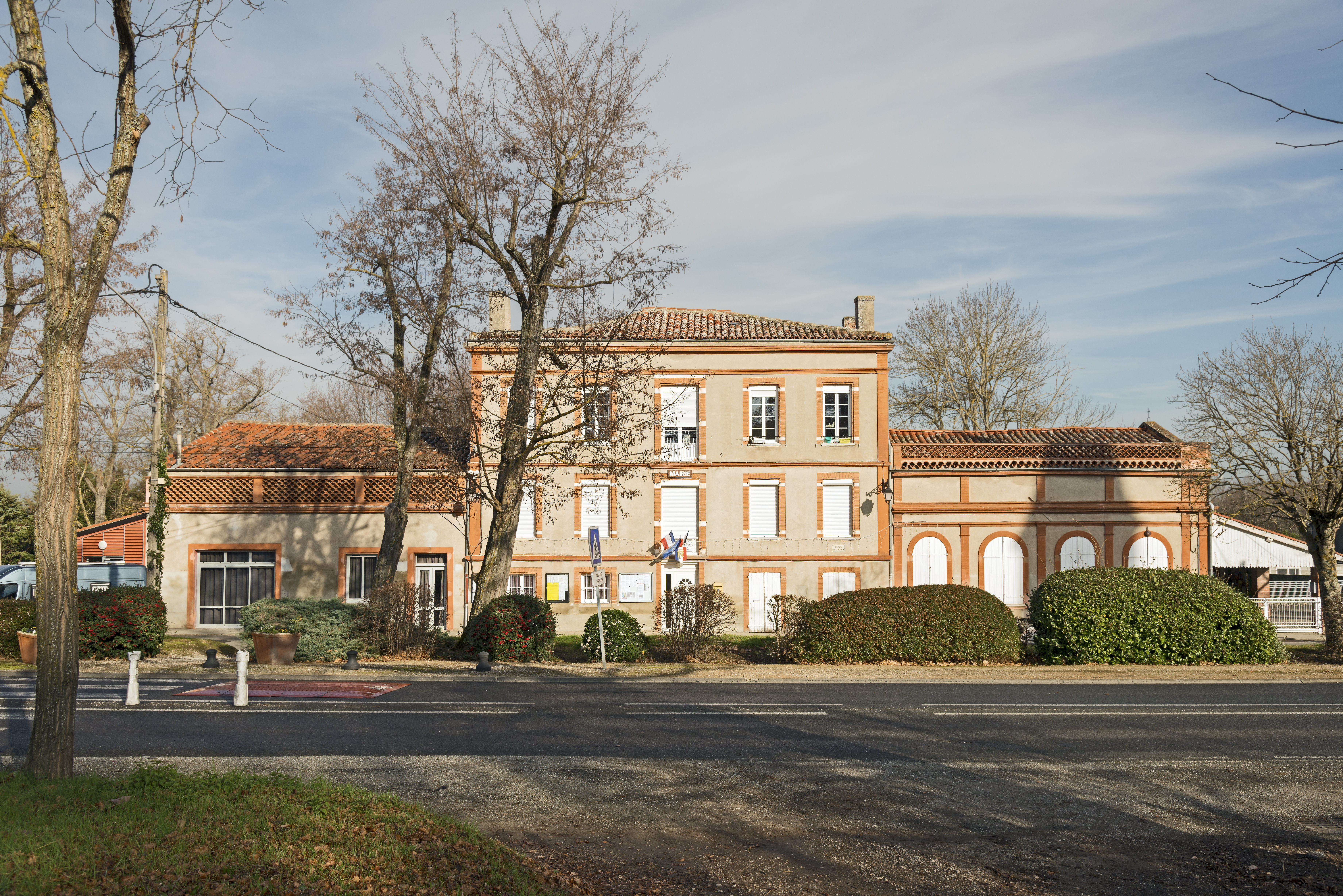
Stadshus.
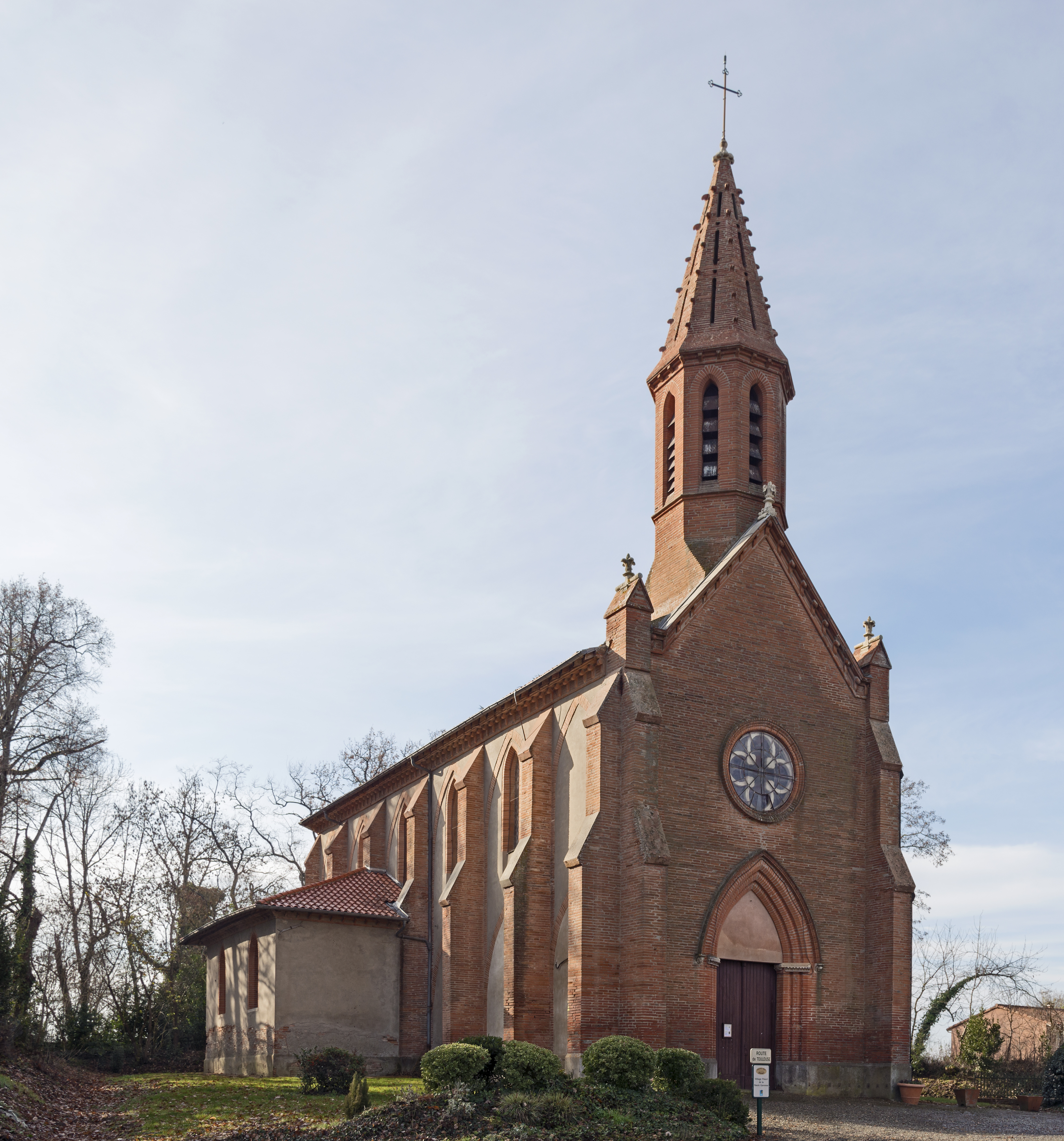
St Martin-kyrkan